# Villar del Ala
Villar del Ala est une commune espagnole de la province de Soria en Castille-et-León.